# 竜巻災害の一覧

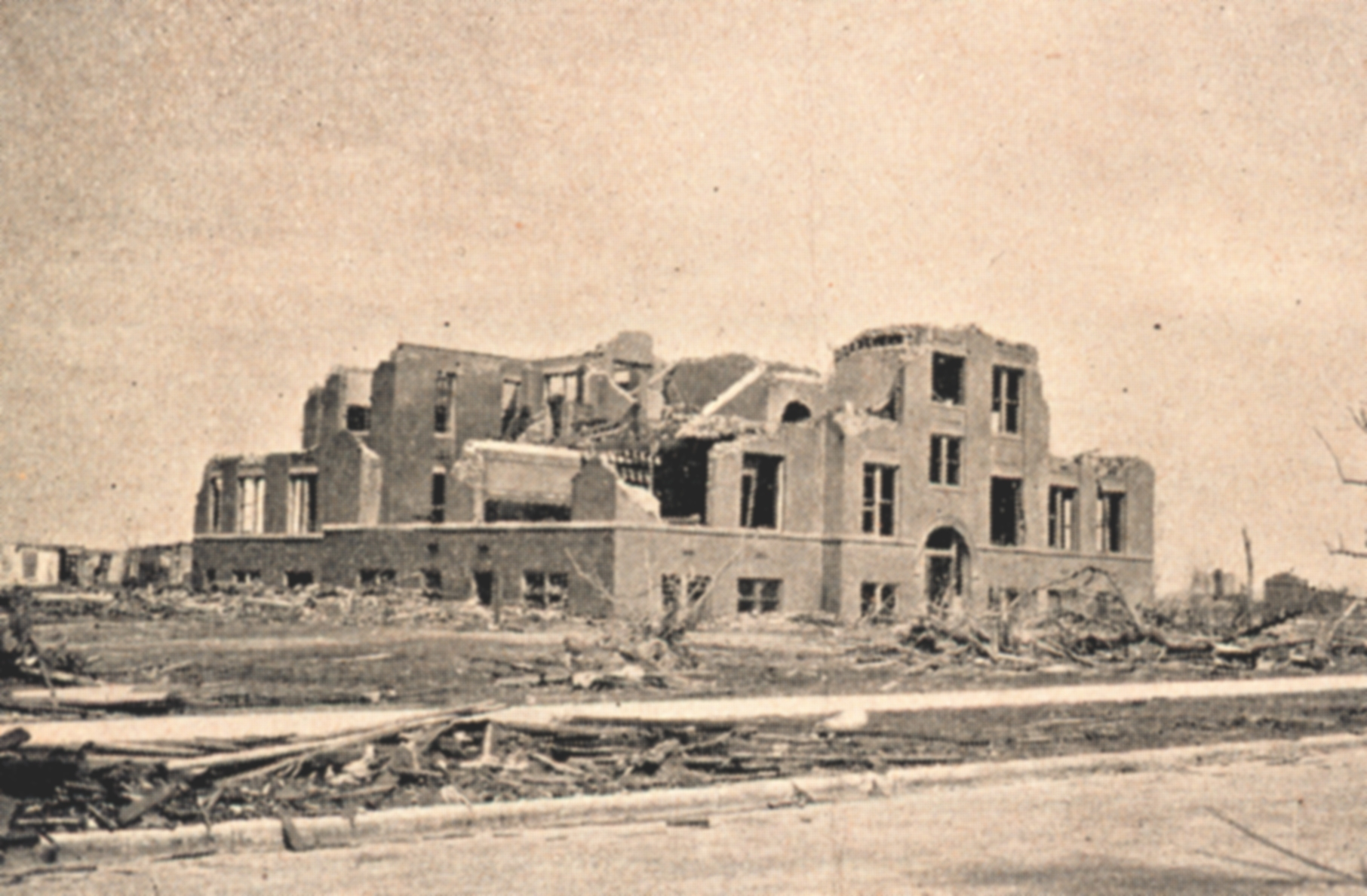
1925年のトライステート竜巻災害で全壊した校舎

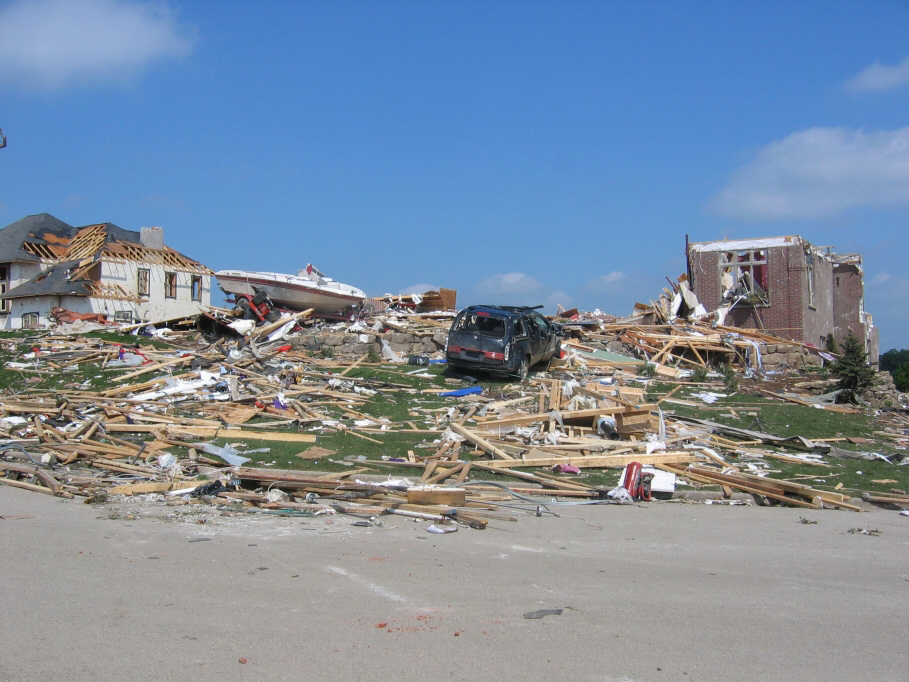
竜巻による被害。2005年8月 アメリカ ウィスコンシン州 ストートン

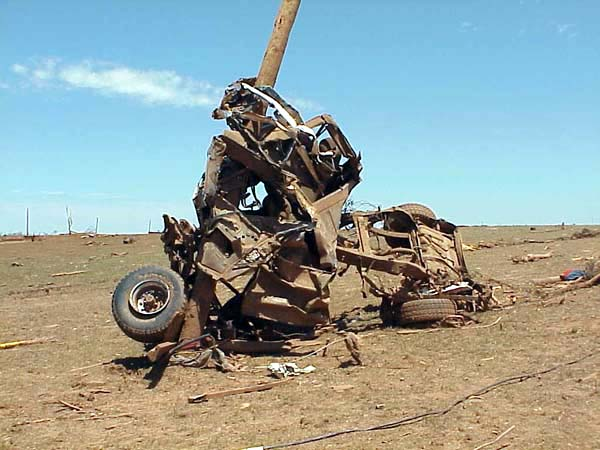
竜巻により跡形も無く破壊された自動車。1999年5月 アメリカ オクラホマ州 ムーア

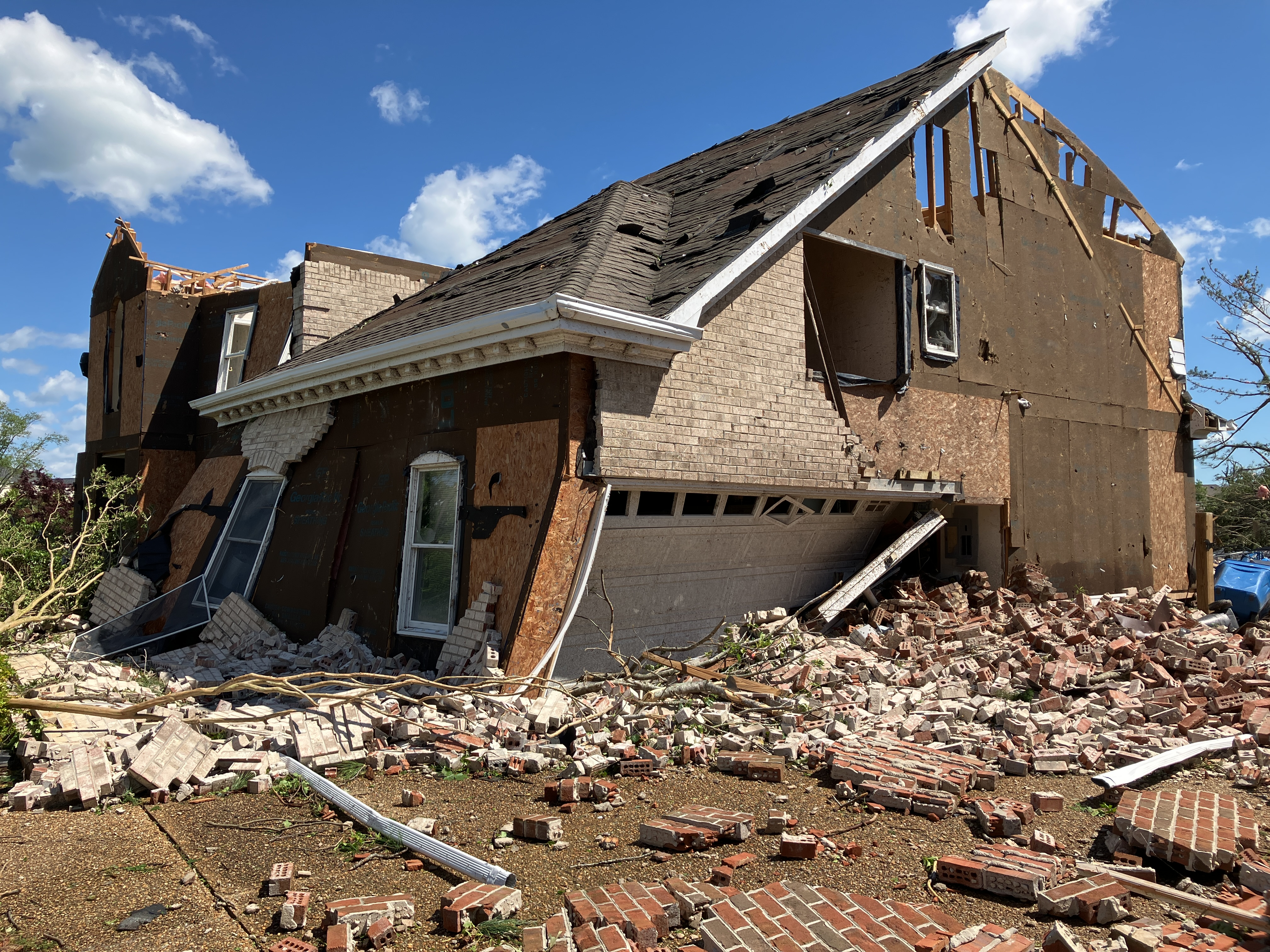
改良藤田スケールでEF3とされた竜巻被害。2023年4月30日、バージニア州バージニアビーチ

竜巻災害の一覧（たつまきさいがいのいちらん）とは竜巻が地球上において実際に発生した例およびその被害状況の一覧である。
以下の「F+数字」は藤田スケールによる竜巻の規模を表す。

## 主な竜巻被害の一覧

### アメリカ
- 1840年5月4日、ミシシッピ州ナチェズで竜巻。船の転覆により被害が拡大し、317人が死亡した（Great Natchez Tornado）。
- 1884年2月19 - 20日、南部から中西部にかけての広範囲で多数の竜巻が発生。少なくとも178人以上が死亡したと見られ、1200人に達したとの推計もある（Enigma tornado outbreak）。
- 1896年5月27 - 28日、ミズーリ州とイリノイ州で複数の竜巻。284人以上が死亡（St. Louis-East St. Louis Tornado）。
- 1908年4月24日、ミシシッピ州とルイジアナ州で竜巻。143人以上が死亡（Amite-Pine-Purvis Tornadoes）。
- 1920年3月28日、南部から中西部にかけての広範囲で多数の竜巻。380人が死亡した（Palm Sunday tornado outbreak of 1920）。
- 1925年3月18日、南部から中西部にかけての広範囲で複数の竜巻。ミズーリ・イリノイ・インディアナ各州を通過したF5の竜巻による被害が大きく、死者は747人に達した（Tri-State Tornado）。
- 1936年4月5 - 6日、南部で複数の竜巻が発生。ミシシッピ州トゥペロではF5の竜巻が発生するなどし、436人以上が死亡（Tupelo-Gainesville Outbreak）。
- 1953年6月8 - 9日、中西部で複数の竜巻が発生。247人が死亡した。ミシガン州ではF5の竜巻が発生した（Flint-Worcester Tornadoes）。
- 1965年4月11 - 12日、中西部で多数の竜巻が発生。271人が死亡。F4の竜巻が17個も発生した（Palm Sunday tornado outbreak of 1965）。
- 1974年4月3日、東部の広範囲で148個の竜巻（オンタリオ州でも1個発生）。F5が7個、F4が23個、F3とF2が34個ずつという記録的な強さで、319人以上が死亡し5484人が負傷した（Super Outbreak）。
- 1980年6月3日、ネブラスカ州グランド・アイランドで竜巻。死者7人（Grand Island, Nebraska Tornado Outbreak）。この被害を元に書かれたのが童話『たつまきの夜』。
- 1999年5月3 - 6日、オクラホマ・カンザス・テキサス・テネシーの各州で複数の竜巻。オクラホマ州ムーアではF5の竜巻により被害額10億ドルを超える甚大な被害、死者48人（1999 Oklahoma tornado outbreak）。
- 2008年2月5 - 6日、アーカンソー・テネシー・ケンタッキー・ミシシッピの各州で複数の竜巻。死者58人（2008 Super Tuesday tornado outbreak）。
- 2011年
  - 4月14 - 16日、観測史上もっとも多い241の竜巻が14州で発生、45人が死亡した。サリー原子力発電所への電力供給が遮断され、原子炉2基が一時停止した（April 14–16, 2011 tornado outbreak）。
  - 4月25 - 28日、アラバマ州を中心に米国の南部および東部の各州で425以上の竜巻が発生。5月4日現在、死者は少なくとも354人に達し1936年以来の大災害となった。ブラウンズフェリー原子力発電所が外部電源を喪失し、ディーゼル発電機により冷温停止した（April 25–28, 2011 tornado outbreak）[1]。
- 2013年5月19 - 20日、オクラホマ・カンザス・イリノイ・アイオワの各州で複数の竜巻。オクラホマ州ムーアでは竜巻が小学校を直撃するなどの被害が発生し、小学生9人含む24人以上が死亡した（2013年ムーア竜巻を参照）。
- 2021年12月10 - 12日、アーカンソー・イリノイ・ケンタッキー・ミズーリ・テネシー各州で複数の竜巻が発生。竜巻が工場を直撃するなどの被害が発生し、90人が死亡した。バイデン大統領は会見で「歴史上最大規模の竜巻被害」と言及した（2021年12月のアメリカ合衆国の竜巻を参照）。

### 日本
| 日付                             | 場所        | 死者     | 負傷者             | 補足事項 |
| -------------------------------- | ----------- | -------- | ------------------ | --- |
| 1180年5月25日 （治承4年4月29日） | 平安京      | -        | -                  | 京の都で竜巻が発生し大きな被害が出たことが鴨長明の『方丈記』に記されている。竜巻は現在の京都市上京区松蔭町のあたりで発生し南南西に向かっておよそ3kmばかりにわたって吹き荒れ、現在の東本願寺の手前あたりで消滅したと思われる。長明の記述によると家々の家財道具や檜皮葺き・板葺きの屋根が冬の木の葉のように宙を舞い、すさまじい風音で人の声も聞こえず煙のように吹き上げられる塵や埃で目も開けられないほどであった。竜巻が通ったあとにはぺしゃんこに潰れたり、屋根や壁をはぎ取られて柱や桁だけになってしまったり、あるいは門を4、5町も向こうに飛ばされたり、垣根がなくなって隣の家と一つになってしまったような住居の残骸があった。 |
| 1926年9月4日                     | 埼玉県      | 死者8名  | 負傷者70名以上     | 9時頃、埼玉県北足立郡指扇村（現：さいたま市）で竜巻が発生。約7kmにわたって移動し、旧西新井村などを通過し宮原村で消滅した。同日10時頃に静岡県西部に上陸した台風を取り巻く積乱雲に伴って発生。被害域幅は50〜100m以上で、倒壊家屋は144棟に上った。 |
| 1935年9月25日                    | 島根県      | 死者62名 | 負傷者不明         | 波根西村の沖合に出漁していた漁船団が海上で竜巻に遭遇。15隻が沈没して乗組員が死亡。 |
| 1941年11月18日                   | 愛知県      | 死者12名 | 重傷10人、軽傷30人 | 午前6時頃から午前7時頃にかけて豊橋市内で大雨を伴った竜巻が発生。家屋22戸が全壊、210戸が半壊した。 |
| 1948年6月18日                    | 神奈川県    | 死者3名  | 負傷者106名        | 発生時間不詳。川崎市内で竜巻が発生。戦災跡地のバラック住宅を襲ったこともあり、全壊38戸、半壊50戸と規模が大きくなった可能性。 |
| 1956年9月10日                    | 静岡県      | 死者20名 | 負傷者44名         | 7時30分、大雨に見舞われていた静岡市中島海岸で竜巻が発生して北東方向へ移動。78戸が全半壊。 |
| 1962年7月2日                     | 茨城県      | 死者2名  | 負傷者65名         | 14時30分、稲敷郡東村（現：稲敷市）で竜巻が発生。牛堀町・潮来町（現：潮来市）を通過し鹿島町（現：鹿嶋市）で消滅した。牛堀町立八代小学校（現：潮来市立牛堀小学校）の木造校舎が倒壊。家屋の全半壊は合わせて78棟に上った。 |
| 1969年8月23日                    | 茨城県      | 死者2名  | 負傷者107名        | 9時30分、猿島郡猿島町（現：坂東市）で竜巻が発生。八千代村（現：八千代町）を通過し結城市で消滅した。家屋の全半壊合わせて422棟。 |
| 1969年12月7日                    | 愛知県      | 死者1名  | 負傷者60名         | 18時頃、愛知県豊橋市下地町で竜巻が発生。150m幅で約7km移動した。移動経路には東海道新幹線、東海道本線、国道1号線、住宅地が存在、鉄道では列車等への直接的な被害は無かったものの架線や信号線が切れてマヒ状態に、道路では自動車20台が吹き飛ばされ、住宅地では約130戸が被害を受けた。 |
| 1978年2月28日                    | 南関東      | -        | 負傷者36名         | 21時20分頃、神奈川県川崎市で発生した竜巻は時速100kmを超える高速で東京湾北岸をかすめるように移動し21時50分頃、千葉県鎌ケ谷市付近で消滅した。21時34分には、営団地下鉄東西線の葛西駅 - 東陽町間にある鉄橋上を走行中の西船橋駅発・中野駅行き10両編成電車の後ろ2両が竜巻により脱線転覆し乗客23名が負傷する事故（営団地下鉄東西線列車横転事故）。家屋の全半壊は289棟に達した。 |
| 1979年9月4日                     | 愛知県      | 死者1名  | 負傷者5名          | 13時27分頃に名古屋市天白区で発生した竜巻は、名古屋市内を北上して13時50分頃に春日井市で消滅した（台風12号の影響）。この竜巻により、高さ10ｍ余りの木が根こそぎ倒されるなどの被害が出た。被害の概要は、死者1人、負傷者5人、住家の半壊4棟、一部損壊132棟。 |
| 1990年2月9日                     | 鹿児島県    | 死者1名  | 負傷者18名         | 15時15分〜30分頃、枕崎市で竜巻が発生。家屋の全半壊117棟、自動車横転などの被害。 |
| 1990年12月11日                   | 千葉県      | 死者1名  | 負傷者74名         | 夕方、茂原市で強い低気圧により雷と同時に竜巻が発生した。家屋の全半壊、合わせて243棟、走行中または駐車していた自動車の1000台以上が飛んできた破片が突き刺さったり倒れた樹木の下敷きになった。10tダンプカーも横転した程の凄まじさであった。当時、アマチュアカメラマンが偶然回していたビデオカメラに竜巻の映像が撮影され、その大きさと移動する速度が割り出された。その結果、F3に相当する強い竜巻であった事が判明した。竜巻発生5時間前から発生していたスーパーセルに伴う竜巻と推定されている。国内の竜巻史上、最大規模の竜巻であった。 |
| 1999年9月23日                    | 長崎県      | -        | -                  | 長崎市式見町で竜巻が発生。民家39棟が半壊、軽トラックが飛ばされた。 |
| 1999年9月24日                    | 愛知県      | -        | 重軽傷者450名      | 11時頃、豊橋市野依町付近で竜巻が発生した。その後13時頃までの間に、近隣地域で合計4個の竜巻が発生した。最大の竜巻の移動距離は19km、移動速度は45km/hに達し市街地を縦断する形の進路を取ったため東三河地方各地に甚大な被害を与えた。建物損壊は全半壊一部損壊を含め3000棟に達し重軽傷者は450名以上に上ったが、奇跡的に死者は出なかった。後日、被害状況の調査結果から竜巻の規模はF3に相当する規模に達していたと推測されている。台風の外縁部降雨帯の積乱雲が小型のスーパーセルに発達し、それに伴って竜巻が発生したとみられている。多重渦竜巻。 |
| 2006年9月17日                    | 宮崎県      | 死者3名  | 負傷者100名以上    | 延岡市で台風13号によりF2とされる竜巻が発生した。市内が壊滅的な打撃を受け、日豊本線南延岡駅では特急列車が脱線するなどした（JR日豊本線脱線転覆事故を参照）。 |
| 2006年11月7日                    | 北海道      | 死者9名  | 負傷者23名         | 13時20分頃、常呂郡佐呂間町字若佐の新佐呂間トンネル工事現場付近で竜巻が発生。当初気象庁は竜巻の規模をF2以上と発表していたが、その後北見工業大土木開発工学科の大島俊之教授（構造工学）の調査により瞬間風速は毎秒83メートルに達していたことが判明、気象庁からもF3に相当すると発表された。寒冷前線の発達が原因と推定されている。 |
| 2006年11月18日                   | 沖縄県      | -        | -                  | 12時47分頃、名護市でF2とされる竜巻が発生し、辺野古キャンプ・シュワブに被害が出た。 |
| 2009年7月19日                    | 岡山県      | -        | 負傷者2名          | 19時30分頃、美作市でF2とされる竜巻が発生した。屋根が吹き飛ぶなどの被害。竜巻注意情報は発生から30分後に発表された。 |
| 2009年7月27日                    | 群馬県      | -        | 負傷者21名         | 14時10分頃、館林市でF2とされる竜巻が発生した。住家損壊などの被害。竜巻注意情報は発生からわずか10分後に発表された。 |
| 2009年9月30日                    | 秋田県      | -        | 負傷者1名          | 9時20分頃、能代市などで竜巻とみられる突風が発生。住宅や倉庫の屋根が吹き飛ぶなどの被害。竜巻注意情報は発生から10分後に発表された。 |
| 2011年8月21日                    | 長崎県      | -        | -                  | 5時頃、平戸市の的山大島で竜巻とみられる突風が発生、民家など21棟で被害。 |
| 2011年8月21日                    | 福岡県      | -        | -                  | 6時41分頃、福岡市南区向野から東に約3キロの博多区上月隈にかけて竜巻が発生、住宅9棟が屋根が飛ばされるなどの被害。また竹下駅過改修工事の足場が線路上に倒れ電車141本が運休、博多区の一部では電線が断線され3340世帯が最長4時間30分停電した。 |
| 2011年11月18日                   | 鹿児島県    | 死者3名  | -                  | 19時10分頃、大島郡徳之島町でF2とされる竜巻が発生。小規模の積乱雲から発生したとみられ、竜巻注意情報は発表されていなかった。 |
| 2012年5月6日                     | 茨城県 ほか | 死者1名  | 負傷者30名         | 12時35分頃、つくば市から常総市にかけて竜巻が発生。被害範囲は長さ17km、幅約500mに及んだ。この竜巻の規模については当初F2とされていたが、その後の調査でF3と改められた。また同日12時40分頃には栃木県真岡市・益子町・茂木町から茨城県常陸大宮市にかけてもF1〜F2とされる竜巻が発生し、住宅など345棟が損壊、9人が負傷した。当初は被害範囲の長さが約31kmとされたが、約32kmに改められた。幅は約650mに達した。さらに同日12時30分頃には茨城県筑西市から桜川市にかけてもF1とされる竜巻が発生した。これらの竜巻により茨城県下では1人が死亡し、つくば市北条地区を中心に住宅など約300棟が損壊、他にも常陸大宮市で住宅など7棟が被害を受け1人が負傷、常総市で4棟・筑西市で25棟以上に被害。つくば・筑西・下妻各市で停電が発生した。竜巻注意情報は栃木県で11時54分、茨城県で12時38分に発表されていた。 |
| 2013年9月2日                     | 埼玉県 ほか | -        | 負傷者63名         | 14時5分頃より14時25分頃にかけて埼玉県越谷市・北葛飾郡松伏町、千葉県野田市などで、竜巻とみられる突風が発生。少なくとも63人が負傷した。住宅6棟が全壊したほか、83棟が半壊、電柱7本がなぎ倒されるなどの被害が出た。この竜巻と雷により埼玉県と千葉県で、合わせておよそ3万世帯が停電した。気象庁は9月3日に被災現場を調査してこの突風被害を竜巻によるものと断定した。 |
| 2013年9月4日                     | 三重県      | -        | -                  | 14時頃に竜巻と見られる突風が発生し、長さ約3kmの範囲で、住宅や工場の屋根が飛ばされたり、樹木の枝が折れるなどの被害が出た。 |
| 2016年8月22日                    | 岩手県      | -        | -                  | 21時50分頃、奥州市でF2とされる竜巻が発生し、樹木が根返りされるなどの被害が出た。 |
| 2016年9月28日                    | 福岡県      | -        | -                  | 20時10分頃、筑後市から八女市にかけてF2とされる竜巻が発生し、家屋やビニールハウスの倒壊などの被害が出た。 |
| 2016年10月5日                    | 高知県      | -        | 負傷者4名          | 14時20分頃、高知市および南国市でF2とされる竜巻が発生。少なくとも4人が負傷した他、工場の屋根ふき材のめくれや樹木の幹折れなどの被害も出た。 |
| 2017年8月7日                     | 愛知県      | -        | 負傷者3名          | 16時30分頃、豊橋市から豊川市にかけて台風によりF2とされる竜巻が発生。少なくとも3人が負傷した他、住家の屋根が損壊するなどの被害も出た。 |
| 2017年9月20日                    | 秋田県      | -        | -                  | 15時20頃に横手市でF2とされる竜巻が発生し、広葉樹の根返りや木造店舗の外壁が剥離したり、住家の半壊や一部損壊などの被害が出た。 |
| 2018年6月16日                    | 沖縄県      | -        | 負傷者2名          | 9時30分頃、国頭郡伊江村東江上でF3に相当する竜巻が発生し、空港格納庫の屋根ふき材の一部飛散などの被害が発生した。 |
| 2018年6月29日                    | 滋賀県      | -        | 負傷者8名          | 13時40分頃に米原市北方地区から井之口地区にかけてF2とされる竜巻が発生。少なくとも8人が負傷した他、屋根が飛んだり、木造の戸建て住宅の小屋組の構成部材の飛散などの被害が発生した。 |
| 2019年10月12日                   | 千葉県      | 死者1名  | 負傷者9名          | 8時8分頃、市原市永吉から潤井戸にかけて台風によりF2とされる竜巻が発生。少なくとも1人が死亡、9人が負傷した他、一部の住家の倒壊などの被害があった。 |
| 2021年5月1日                     | 静岡県      | -        | 負傷者3名          | 18時30分から40分頃、静岡県菊川市沢水加から牧之原市布引原にかけて突風が発生し、静岡地方気象台は竜巻の可能性が高いと発表した。この突風の強さは風速約55m/sと推定され、F2に該当する。また、18時30分頃には牧之原市勝田から坂部にかけても突風が発生した。各地で20メートルを上回る最大瞬間風速を観測。少なくとも10棟以上が全半壊し、3人が軽傷を負った。当時、静岡県では大気の状態が非常に不安定であった。 |
| 2022年12月13日                   | 新潟県      | -        | -                  | 17時00分頃、佐渡市原田本町から八幡にかけて突風が発生し、住家の小屋組の損壊などの被害があった。新潟地方気象台は竜巻の可能性が高いと発表した。この突風の強さは風速約65m/sと推定し、F2とされている。 |